# Saccoglossus hwangtauensis
Saccoglossus hwangtauensis är en djurart som tillhör fylumet svalgsträngsdjur, och som beskrevs av Si och Kwang-Chung 1935. Saccoglossus hwangtauensis ingår i släktet Saccoglossus och familjen Harrimaniidae. Inga underarter finns listade i Catalogue of Life.